# Gus Pixley
Pour les articles homonymes, voir Pixley (homonymie).
Gus Pixley (1864 - 2 juin 1923) est un acteur américain de l'époque du cinéma muet. Il est apparu dans 132 films entre 1910 et 1921.
Il mourut à Saranac Lake, New York.

## Filmographie partielle
- 1912 : Pour son fils (For his son)
- 1912 : The Transformation of Mike (en)
- 1912 : An Interrupted Elopement (it) de Mack Sennett
- 1912 : La Sirène (The Water Nymph) de Mack Sennett
- 1912 : So Near, Yet So Far de D. W. Griffith
- 1912 : Amour et Explosifs  (The Grocery Clerk's romance) de Mack Sennett
- 1912 : Brutality (en)
- 1912 : My Hero
- 1913 : Kissing Kate de Dell Henderson
- 1913 : An Up-to-Date Lochinvar de Dell Henderson
- 1913 : The Mothering Heart de  D. W. Griffith
- 1913 : An Old Maid's Deception de Dell Henderson
- 1913 : The Reformers; or, The Lost Art of Minding One's Business
- 1914 : Lord Chumley
- 1914 : Our Home-Made Army
- 1914 : His Wife's Pet de Dell Henderson
- 1915 : A Safe Adventure
- 1915 : His Night Out
- 1915 : Saved from the Vampire de Dell Henderson